# Cars (Gironde)
Pour les articles homonymes, voir Cars.
Cars est une commune du Sud-Ouest de la France, dans le département de la Gironde en région Nouvelle-Aquitaine.
Ses habitants sont appelés les carsiens et les carsiennes.

## Géographie

### Localisation
Commune viticole située dans le Blayais, elle est limitrophe à l'ouest de la commune de Blaye.

### Communes limitrophes
Les communes limitrophes sont Saint-Paul, Berson, Blaye, Plassac et Saint-Martin-Lacaussade.
| Saint-Martin-Lacaussade | Saint-Paul |        |
| Blaye                   | Cars       | Berson |
|                         | Plassac    |        |

### Relief et hydrographie
La commune se présente sous la forme d'un plateau vallonné dominant à 70m environ au niveau des lieux-dits Les Ricards, Beaufils et au niveau du cimetière, au nord-est de l'église (selon les repères NGF). Son territoire est ponctué de plusieurs sources, dont celle du Brouillon, principal ruisseau de la commune.
Prenant sa source au nord-est du bourg et affichant un cours en arc de cercle, Le Brouillon s'écoule vers le sud, traverse Berson, matérialise la limite communale entre Plassac et Villeneuve, avant de se jeter dans la Gironde sur la commune de Plassac.
Prenant sa source à l'ouest du bourg, le ruisseau du Saugeron traverse la pointe sud de Saint-Martin-Lacaussade puis Blaye où il participe à la protection méridionale de la Citadelle avant de se jeter dans la Gironde.
Au nord de la commune, les sources alimentent le ruisseau de la Courtebotte, affluent du ruisseau de la Moulinatte.

### Climat
Pour des articles plus généraux, voir Climat de la Nouvelle-Aquitaine et Climat de la Gironde.
Historiquement, la commune est exposée à un climat océanique aquitain.  
En 2020, Météo-France publie une typologie des climats de la France métropolitaine dans laquelle la commune est exposée à un climat océanique et est dans la région climatique  Aquitaine, Gascogne, caractérisée par une pluviométrie abondante au printemps, modérée en automne, un faible ensoleillement au printemps, un été chaud (19,5 °C), des vents faibles, des brouillards fréquents en automne et en hiver et des orages fréquents en été (15 à 20 jours).
Pour la période 1971-2000, la température annuelle moyenne est de 13,3 °C, avec une amplitude thermique annuelle de 14,2 °C. Le cumul annuel moyen de précipitations est de 889 mm, avec 12,2 jours de précipitations en janvier et 6,8 jours en juillet. Pour la période 1991-2020, la température moyenne annuelle observée sur la station météorologique la plus proche, située sur la commune de Pauillac à 13 km à vol d'oiseau, est de 14,0 °C et le cumul annuel moyen de précipitations est de 857,0 mm,. Pour l'avenir, les paramètres climatiques de la commune estimés pour 2050 selon différents scénarios d’émission de gaz à effet de serre sont consultables sur un site dédié publié par Météo-France en novembre 2022.

## Urbanisme

### Typologie
Au 1er janvier 2024, Cars est catégorisée commune rurale à habitat dispersé, selon la nouvelle grille communale de densité à sept niveaux définie par l'Insee en 2022.
Elle appartient à l'unité urbaine de Blaye, une agglomération intra-départementale regroupant neuf  communes, dont elle est une commune de la banlieue,,. Par ailleurs la commune fait partie de l'aire d'attraction de Blaye, dont elle est une commune de la couronne,. Cette aire, qui regroupe 13 communes, est catégorisée dans les aires de moins de 50 000 habitants,.

### Occupation des sols

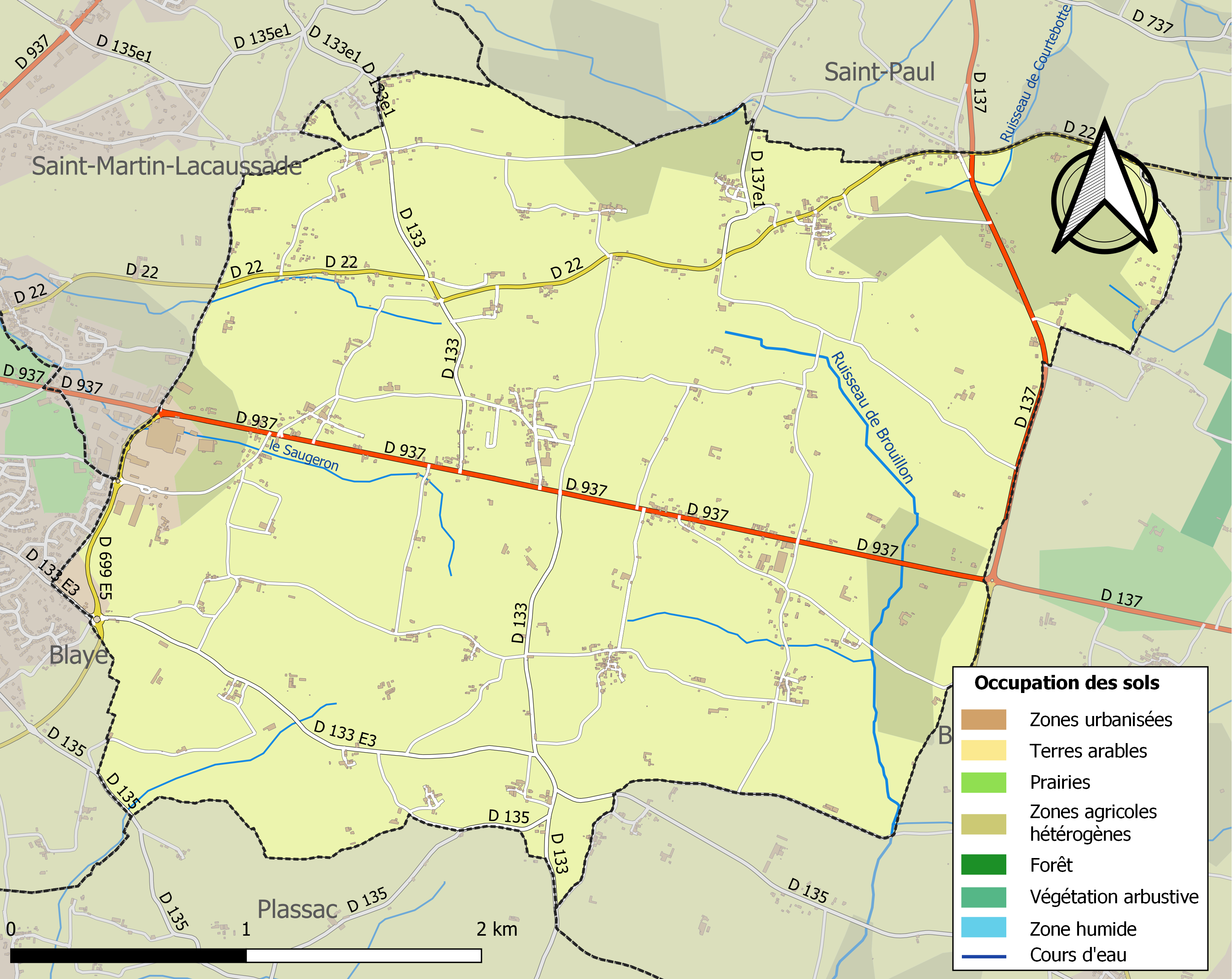
Carte des infrastructures et de l'occupation des sols de la commune en 2018 (CLC).

L'occupation des sols de la commune, telle qu'elle ressort de la base de données européenne d’occupation biophysique des sols Corine Land Cover (CLC), est marquée par l'importance des territoires agricoles (98,6 % en 2018), une proportion sensiblement équivalente à celle de 1990 (99,2 %). La répartition détaillée en 2018 est la suivante : 
cultures permanentes (87,6 %), zones agricoles hétérogènes (11 %), zones urbanisées (1,4 %). L'évolution de l’occupation des sols de la commune et de ses infrastructures peut être observée sur les différentes représentations cartographiques du territoire : la carte de Cassini (XVIIIe siècle), la carte d'état-major (1820-1866) et les cartes ou photos aériennes de l'IGN pour la période actuelle (1950 à aujourd'hui).

### Urbanisation
Traduction de son terroir et de son histoire agricoles, Cars présente globalement une urbanisation très diffuse. La commune fait partie de l'unité urbaine de Blaye. Elle accueille en effet une partie de la zone commerciale de l'agglomération qui compte trois principales enseignes de supermarché.
Le bourg se distingue par sa localisation centrale, sa position dominante sur une petite colline et le signal du clocher de son église. Son urbanisation s'est étendue et s'est étoffée vers l'ouest, en deçà du vieux bourg, par des zones pavillonnaires.
Au sud-est, se distinguent les hameaux Le Ripassou (traversé par la RD937)), Le Coudeau et Peyreau. Au nord, à proximité de la RD22, se distinguent les hameaux Les Bernard, la Sauvetat et la zone agglomérée englobant les lieux-dits de Prend-Garde, Bracaille et Font-Roux.

### Logement
Cars compte 605 logements en 2016 dont 532 résidences principales et seulement 18 résidences secondaires et logements occasionnels. Entre 2006 et 2016, le parc de logements a progressé de 46 logements.
48,7% des résidences principales ont été construites avant 1945.

### Voies de communication et transports

#### Réseau routier
La commune s'étend à l'ouest du carrefour des :
- RD937, tronçon de l'ancien axe reliant Blaye à Saint-André-de-Cubzac,
- du barreau de la RD137, réalisé pour contourner Blaye, dans les échanges entre Saintes et Saint-André-de-Cubzac,
- RD251, permettant de rejoindre Bourg.

Avec la RD937, deux autres voies convergent vers Blaye, d'est en ouest, en traversant Cars :
- au nord, la RD22,  rejoignant Saint-Savin,
- au sud, la petite RD133E3, rejoignant la RD133.

Du nord au sud, la commune et son bourg sont traversés par la RD133, petite voie départementale desservant les villages en retrait de la côte estuarienne, de Saint-Genès-de-Blaye à Tauriac.

#### Réseau ferroviaire
Par le passé, la commune était traversée et desservie par la voie ferrée reliant Blaye à Saint-André-de-Cubzac, via Saint-Mariens. Un arrêt facultatif existait à la gare de Cars, située à La Sauvetat. La ligne est fermée en 1954 pour le service voyageurs et en 2005 pour le service marchandise.
Depuis 2005, des associations locales et plusieurs élus locaux militent pour la réouverture d'une liaison ferroviaire au service de voyageurs entre Blaye et Bordeaux avec la réhabilitation du tronçon entre Blaye et Saint-Mariens. Toutefois la réouverture d'une laison ferroviaire dans le standard "train classique", pour des raisons essemtiellement de cout et d'infratructure (condamnation de nombreuses voies communales traversées par la voie ferrée) semble totalement utopique. Aujourd'hui l'aménagement de la voie ferrée désafectée en voie cyclable voire doublée d'un service de transport en commun par navettes automatiques serait un choix réaliste et judicieux d'aménagement du territoire.

#### Transports
La commune est desservie par les lignes de transport n°431, n°432 et n°430 (Cars Express) du service TransGironde reliant l'Hôtel de Ville et l'Embarcadère de Blaye à respectivement La Butinière à Lormont et la place Ravezies à Bordeaux. Trois arrêts sont proposés sur Cars : Sociondeau (n°431 et n°432), Bourg et Le Ripassou (n°432) et Bourg (n°430).
Une aire de covoiturage existe au carrefour des RD137, RD937 et RD251, dit carrefour de "Bel-Air", sur la commune de Berson.

### Risques
La commune est concernée par :
- le risque technologique de transport de matières dangereuses
- le risque inondation par débordement de cours d'eau et submersion marine
- le risque mouvement de terrain par retrait-gonflement des sols argileux
- un risque sismique de niveau 2 - faible.
- Le risque technologique avec la Centrale Nucléaire du BLAYAIS (PPI)

### Plans et schémas
Cars dispose d'un Plan Local d'Urbanisme approuvé le 26 septembre 2011. Un Plan Local d'Urbanisme Intercommunal (PLUI) est en cours d'élaboration, il sera opposable (applicable) courant 2025.
La commune est concernée par :
- le SCOT Haute Gironde,
- le PCAET de la Communauté de communes de Blaye,
- le SAGE Estuaire de la Gironde et milieux associés,
- le SAGE Nappes Profondes de Gironde,
- le SDAGE Adour-Garonne.

## Toponymie
Le toponyme est attesté sous les formes romanes Quartz (Sanctus Petrus de ~, 1339), Cartz (1361)…
Ce toponyme est très ancien : le village tire son nom de sa situation sur une butte de 70 m, signalée par l'oronyme préindoeuropéen kar- 'pierre, roche',.

## Histoire
L’occupation ancienne du site de Cars est confirmée par les découvertes au XIXe siècle de vestiges d’époque gallo-romaine et notamment de débris de fabrique signalés par F. V. Jouannet et E. Guillon.
Par ailleurs, la paroisse de Cars est ancienne, puisque son église, telle qu’on peut la voir aujourd’hui, est construite aux XIe et XIIe siècles. La tradition rapporte aussi l’existence d’un manoir de cette même époque à l’emplacement de l’une des maisons situées sur le sommet du plateau. Au début du 19eme siècle le clocher a été réhaussé et la toiture remaniée en utilisant des tuiles vernissées. Cette nouvelle architecture, celle qui est visible aujourd'hui, est une des particularités de CARS. Ces travaux ont été menés par le Père PALLAS curé de la paroisse et d'origine espagnole. Il s'est inspiré de l'architecture et de la décoration (tuiles vernissées) couramment utilisées en Andalousie.
En 1873, la première ligne des chemins de fer de l’État, de Blaye à Saint-Mariens, passe par la gare-station de Cars Saint-Paul et profite ainsi au village. En 1889, la Société des chemins de fer du Blayais inaugure son deuxième tronçon de Blaye à Saint-André-de-Cubzac.
Vers 1900, deux petits fours à chaux sont implantés qui bientôt sont transformés en une plus importante industrie par la famille Touret-Tavernier.

## Politique et administration

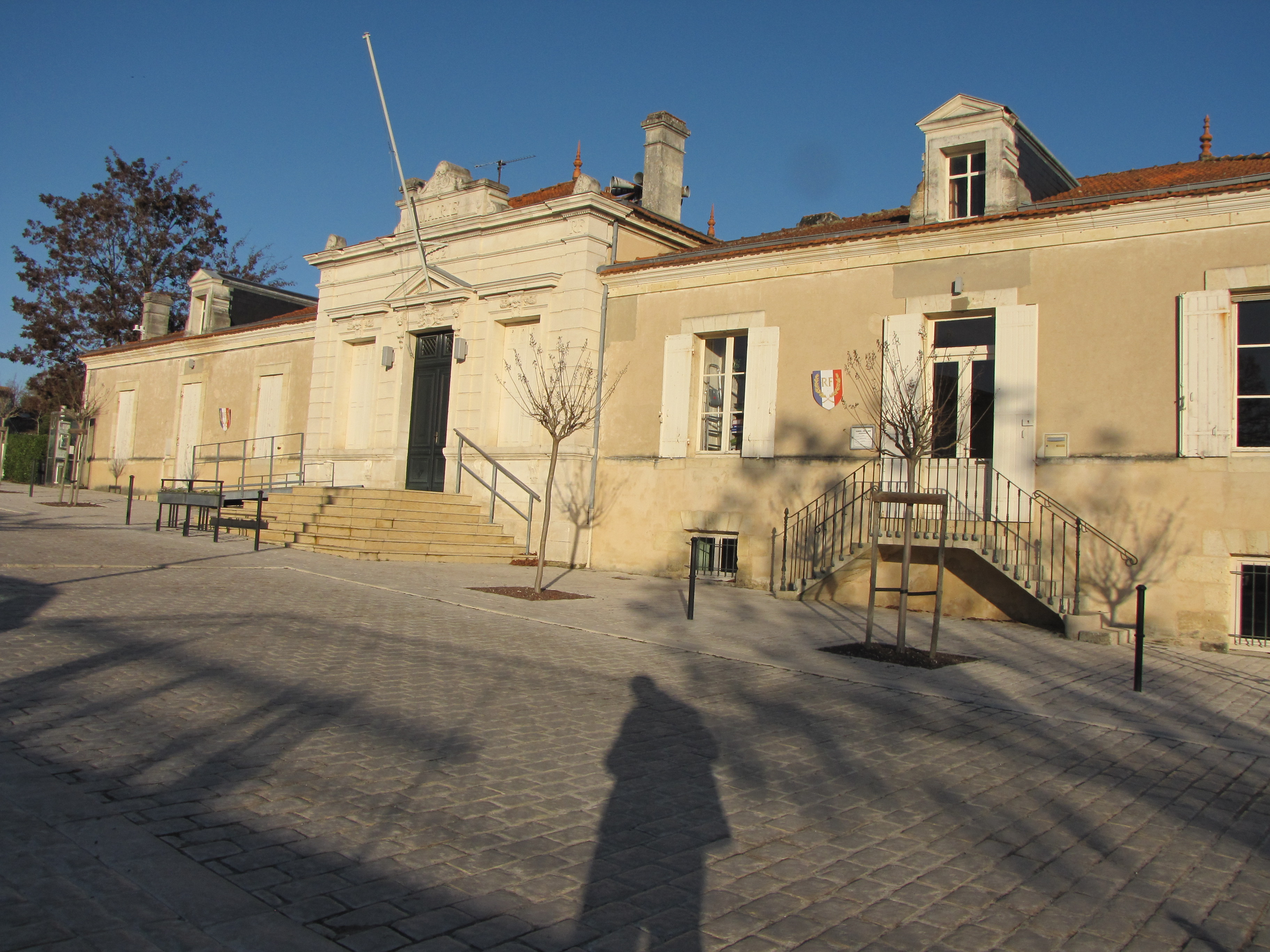
La mairie.

| Période                                  | Période  | Identité               | Étiquette | Qualité                 |
| ---------------------------------------- | -------- | ---------------------- | --------- | ----------------------- |
| Les données manquantes sont à compléter. |          |                        |           |                         |
| 1871                                     | 1875     | Pierre EYMERY          | SE        | Viticulteur             |
| 1875                                     | 1892     | Jean RABOUTET          | SE        | Viticulteur             |
| 1892                                     | 1929     | Pierre Michel TUFFREAU | SE        | Viticulteur             |
| 1929                                     | 1940     | Laurent ARDOIN         | SE        | Viticulteur             |
| 1940                                     | 1950     | Maurice TUFFREAU       | SE        | Viticulteur             |
| 1950                                     | 1959     | Léon DUPUY             | SE        | Viticulteur             |
| 1959                                     | 1977     | Yves BOSSUET           | SE        | Viticulteur             |
| 1977                                     | 1989     | Georges CARREAU        | SE        | Viticulteur             |
| mars 1989                                | 2008     | Guy Rousseau           | SE        | Viticulteur             |
| mars 2008                                | 2014     | Jean CHETY             | SE        | Viticulteur exploitant  |
| mars 2014                                | mai 2020 | Alain JOURDAN          | DVD       | Agriculteur retraité    |
| mai 2020                                 | En cours | Xavier ZORRILLA        | DVD       | Technicien aéronautique |

Résultats des élections municipales 2020 :
| Liste conduite par        | Voix | % inscrits | % exprimés | Sièges au conseil municipal | Sièges au conseil communautaire |
| ------------------------- | ---- | ---------- | ---------- | --------------------------- | ------------------------------- |
| M. Xavier ZORRILLA        | 293  | 29,89      | 60,16      | 12                          | 2                               |
| M. Philippe André BECHADE | 194  | 19,79      | 39,83      | 3                           | 0                               |

## Population et société

### Démographie
L'évolution du nombre d'habitants est connue à travers les recensements de la population effectués dans la commune depuis 1793. Pour les communes de moins de 10 000 habitants, une enquête de recensement portant sur toute la population est réalisée tous les cinq ans, les populations de référence des années intermédiaires étant quant à elles estimées par interpolation ou extrapolation. Pour la commune, le premier recensement exhaustif entrant dans le cadre du nouveau dispositif a été réalisé en 2008.

En 2022, la commune comptait 1 219 habitants, en évolution de +3,66 % par rapport à 2016 (Gironde : +6,91 %, France hors Mayotte : +2,11 %).
| 1793  | 1800  | 1806  | 1821  | 1831  | 1836  | 1841  | 1846  | 1851  |
| ----- | ----- | ----- | ----- | ----- | ----- | ----- | ----- | ----- |
| 1 497 | 1 303 | 1 377 | 1 354 | 1 640 | 1 339 | 1 346 | 1 431 | 1 507 |

| 1856  | 1861  | 1866  | 1872  | 1876  | 1881  | 1886  | 1891  | 1896  |
| ----- | ----- | ----- | ----- | ----- | ----- | ----- | ----- | ----- |
| 1 506 | 1 517 | 1 557 | 1 520 | 1 578 | 1 452 | 1 313 | 1 363 | 1 393 |

| 1901  | 1906  | 1911  | 1921  | 1926  | 1931  | 1936  | 1946  | 1954  |
| ----- | ----- | ----- | ----- | ----- | ----- | ----- | ----- | ----- |
| 1 533 | 1 535 | 1 461 | 1 315 | 1 334 | 1 326 | 1 264 | 1 087 | 1 201 |

| 1962  | 1968  | 1975  | 1982  | 1990  | 1999  | 2006  | 2008  | 2013  |
| ----- | ----- | ----- | ----- | ----- | ----- | ----- | ----- | ----- |
| 1 160 | 1 255 | 1 178 | 1 191 | 1 186 | 1 189 | 1 175 | 1 171 | 1 162 |

| 2018  | 2022  | - | - | - | - | - | - | - |
| ----- | ----- | - | - | - | - | - | - | - |
| 1 198 | 1 219 | - | - | - | - | - | - | - |

### Enseignement
Cars compte une école publique rassemblant des classes maternelles et primaires et disposant d'un service de cantine et de garderie.
Les collèges et lycées les plus proches se situent à :
- Blaye, à 3 km environ : le Collège Sébastien Vauban et le Collège Jean d'Arc Saint-Romain, le Lycée Jaufré Rudel et le Lycée professionnel de l'Estuaire;
- Bourg, à 11 km: le Collège Jacques Prévert ;
- Pauillac à moins de 13 km : le Collège Saint-Jean et le Colège Pierre de Belleyme, les Lycées Odilon Regon, le Lycée Saint-Jean et le Lycée agricole Agir.

## Économie
En 2016, Cars compte 703 actifs pour 503 emplois sur son territoire. Seuls 19,1% des actifs travaillent sur Cars.
Au 31 décembre 2015, sont recensés 128 établissements actifs dont 32 relevant de l'agriculture et 72 du secteur Commerce, transports, services divers.

### Tourisme
La commune de Cars fait partie du réseau « Blaye Bourg Terres d’Estuaire » regroupant depuis 2018 les Offices de Tourisme de Blaye, Bourg Cubzaguais, Saint-Ciers-sur-Gironde et Saint-Savin.

## Culture locale et patrimoine

### Lieux et monuments
- Église Saint-Pierre de Cars réputée pour le clocher fait de mosaïques aux couleurs chaudes. Elle est classée aux monuments historiques depuis 1921[24].
- Château Peybonhomme produit sur son vignoble des vins en appellation Premières Côtes de Blaye. Il est situé aux confins du territoire de Cars, plus près de la commune de Blaye.
- Château Pardaillan appartient depuis 1971 aux vignobles Bayle-Carreau, qui possèdent plusieurs châteaux sur les secteurs de Blaye et de Bourg. Les quinze hectares de vignes sont exploités en appellation Blaye - Côtes de Bordeaux.
- La Maison Girondine est le seul commerce situé dans le bourg de Cars. Son architecture authentique est celle d'une cave à vin traditionnelle, partiellement enterrée. S'étirant en profondeur dans la colline, elle a été construite pour l'élevage de vin en barrique au XIXe siècle par les ancêtres de la Famille Sabourin, toujours présente.

### Personnalités liées à la commune
- Jean Frappier (1900-1974) : historien de la légende arthurienne